# Steg im Tösstal

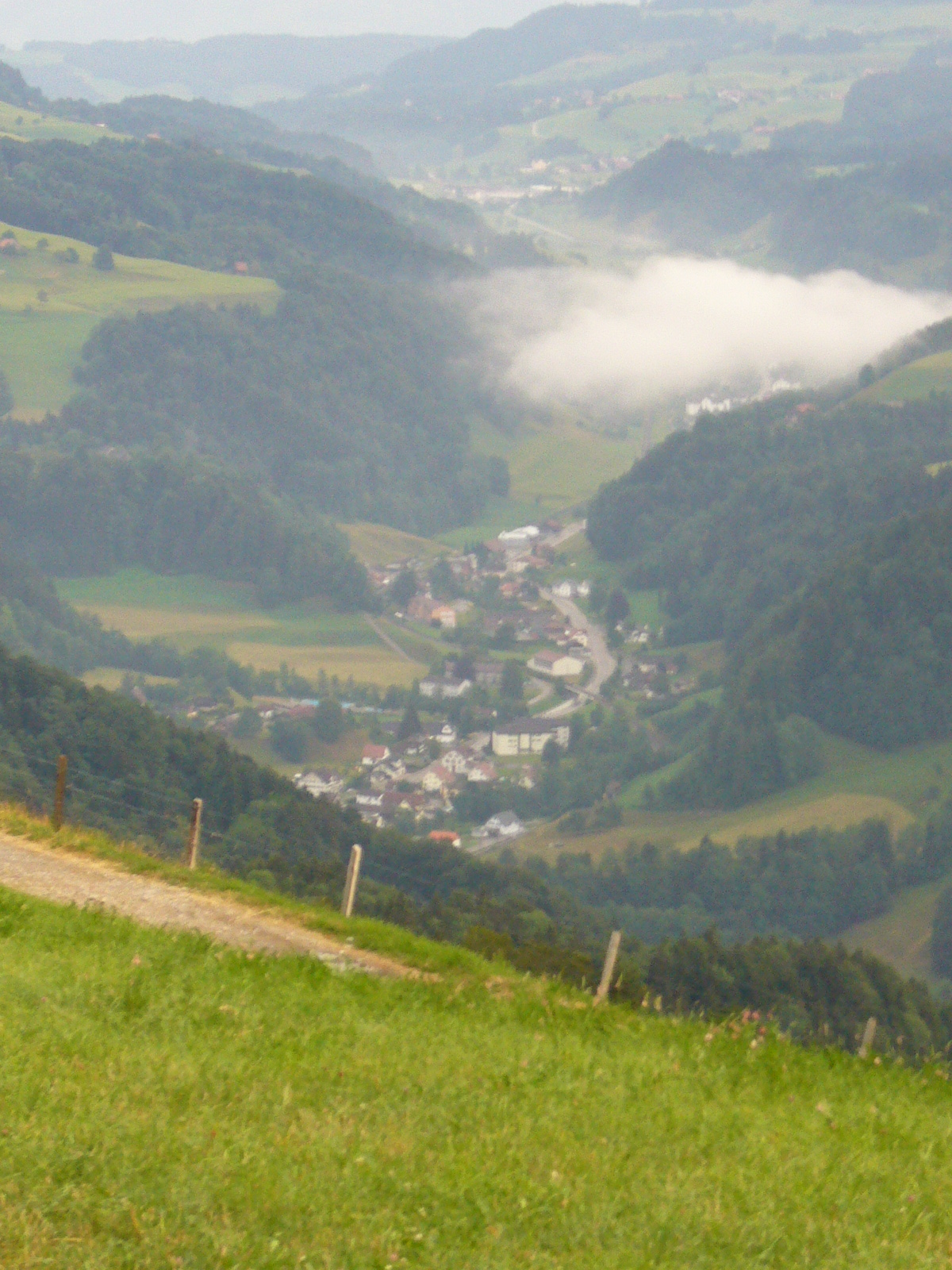
Blick vom Hörnli auf Steg

Steg im Tösstal ist ein Dorf der politischen Gemeinde Fischenthal im Schweizer Kanton Zürich.

## Geografie

### Lage
Die Ortschaft liegt im oberen Tösstal am Fusse des Hörnli und grenzt an die Gemeinde Bauma. Durch die Ortschaft fliesst der Fluss Töss, die hier von der Hulftegg her den Fuchslochbach aufnimmt.
Steg ist eine Station am Pilgerweg «ViaJacobi», dem «Schwabenweg», der hier von Konstanz und dem Kloster Fischingen her bei der Pilgerherberge zum Steg ins Tösstal mündet und gegen Süden Richtung Pilgersteg von Rapperswil und zum Kloster Einsiedeln weiter führt.

### Nachbarorte
In der näheren Umgebung befinden sich die Weiler Lipperschwendi (Gemeinde Bauma), Lenzen und Schmittenbach.

## Geschichte
In Steg wurde 1532 der letzte Bär des Zürcher Oberlandes erlegt. Eine Bronzeplastik von Kurt Ingendahl erinnert als „Kunst am Bau“ beim Schulhaus Schmittenbach, Fischenthal, an das historische Ereignis.

## Infrastruktur
Steg im Tösstal besitzt einen eigenen Haltepunkt der S-Bahn Zürich an der nach der bis 1918 bestehenden Betreibergesellschaft auch «Tösstalbahn» genannten Bahnstrecke Winterthur–Rüti ZH und wird von der S 26 Winterthur – Bauma – Rüti ZH  bedient.
1867 konnte nach dreijähriger Bauzeit die Hulfteggstrasse eröffnet werden. 1846 und 1913 entstanden verschiedene Pläne für eine Hulfteggbahn.

## Sehenswürdigkeiten
An der Hulfteggstrasse steht kurz vor ihrer Einmündung in die Tösstalstrasse das Bauernhaus Roswisli. Es ist nach der Art eines Appenzellerhauses gebaut und stand an einer Weltausstellung als Muster eines Ostschweizer Bauernhauses ausgestellt.
Nicht weit entfernt, hinter dem Gasthaus zum Steg, steht das restaurierte ehemalige Doktorhaus mit barock hochgewölbten Klebedächern auf der weiss verputzten Giebelseite und getäferter Traufseite.

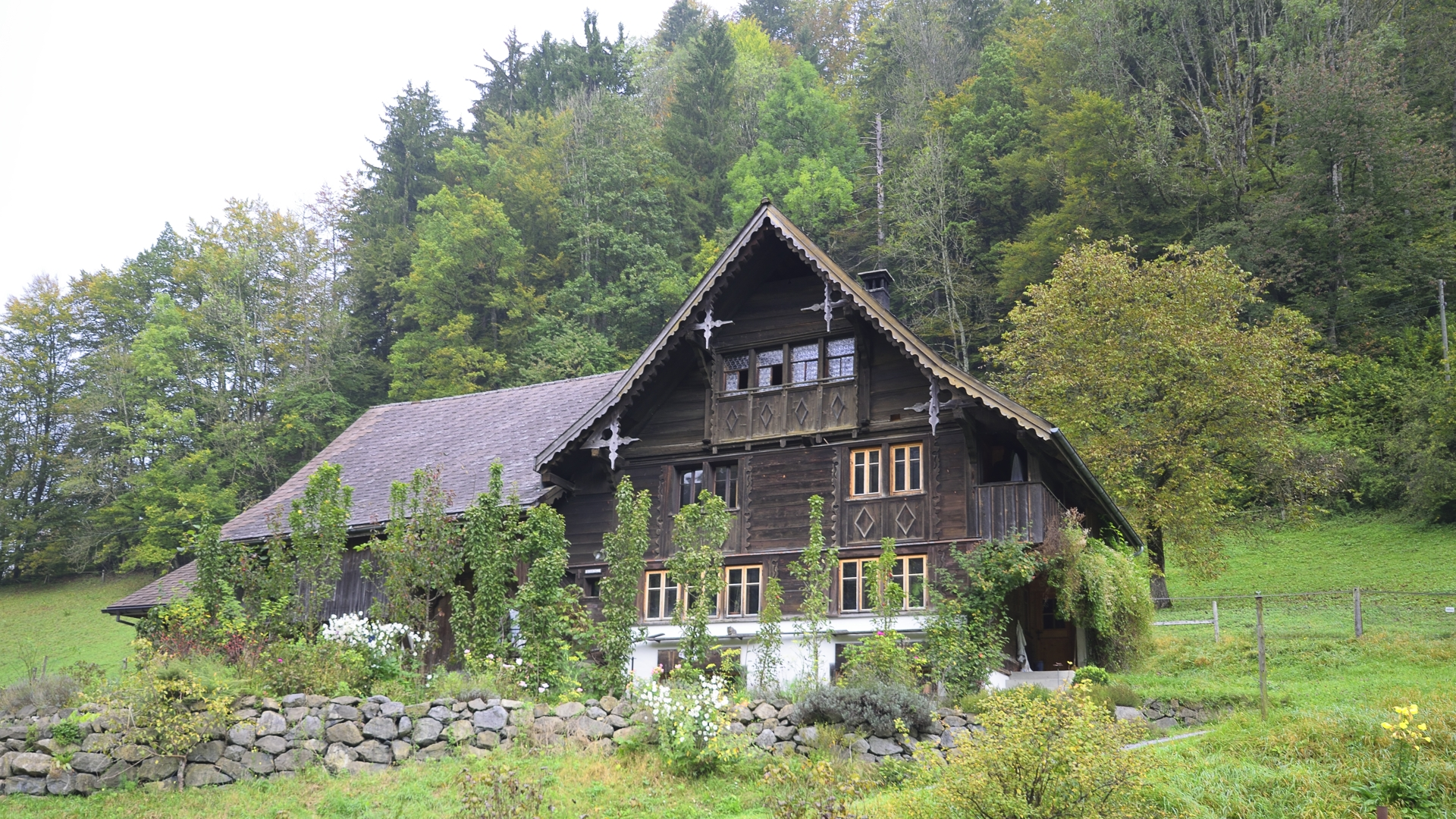
Bauernhaus Roswisli
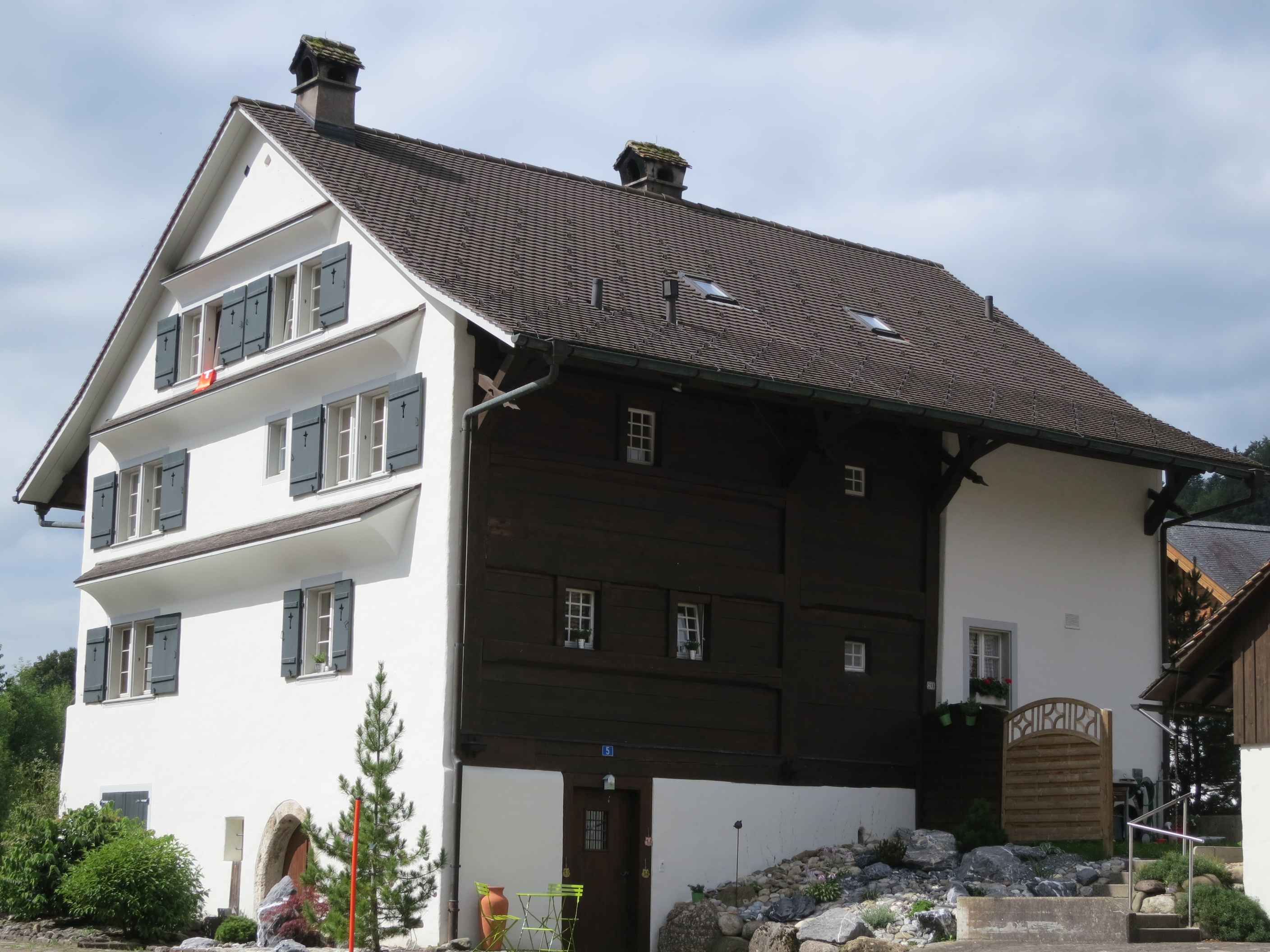
Ehemaliges Doktorhaus